# Weber-Behälter
Der Weber-Behälter („System Weber“) war Anfang der 1950er Jahre ein Transportkonzept der Deutschen Bundespost.

## Geschichte
Die Deutsche Bundespost strebte 1947 durch Einsatz von Behältern eine Beschleunigung der Paketbeförderung sowie die Vereinfachung der Arbeitsvorgänge in den großen Paketumschlagstellen an. Es galt, die Pakete – analog den Briefsendungen – frühzeitig zu Lade- und Transporteinheiten zusammenzufassen und die geschlossene Einheit möglichst lange aufrechtzuerhalten. Der Behälterverkehr musste sich dabei den bestehenden Verkehrsbeziehungen und Beförderungsmitteln anpassen. Die Behälter mussten sowohl auf Kraftwagen als auch auf Schienenfahrzeuge verladen werden können und so eine Kombination von Kraftwagen und Schiene ermöglichen. Der Behälterverkehr sparte das Verladen der Pakete im Einzelnen und damit Menschenkraft und Zeit, außerdem verminderte er Beschädigungen und Schwund der Pakete.
In der Öffentlichkeit trat die Deutsche Bundespost mit ihrem Behälterverkehr erstmals auf der Internationalen Behälterausstellung in Zürich vom 14. bis 23. April 1951 auf.

## Nutzung
Der Metallbehälter mit fahrbarem Untergestell wurde nach dem Oberpostrat Weber der Oberpostdirektion Köln benannt. Der in Stahlleichtbauweise gefertigte Behälter hatte eine Standfläche von 0,9 × 2,0 Meter und eine Höhe von 1,65 Metern. Das Fassungsvermögen betrug etwa 110 Pakete. Bei einem Eigengewicht von 180 kg konnte er eine Nutzlast von rund 550 kg aufnehmen. Die Behälter waren an einer Seite offen, außen völlig glatt und so gestaltet, dass sie auf der Plattform sowohl von Straßenfahrzeugen (Mercedes-Benz L 3500 und L 6600 sowie Büssing LU 77 und Magirus-Deutz S 3000) als auch von Eisenbahnwagen befördert werden konnten. Sie wurden mit speziellen ortsfesten oder beweglichen Hebezeugen reihenweise dicht nebeneinander so auf die Fahrzeuge gestellt, dass die offene Seite verdeckt war. Am Umladeort wurden die Behälter auf einfache fahrbare Untergestelle für Hand- oder Elektroschlepperbetrieb gesetzt; sie erfüllten dann die Aufgaben eines Bahnsteig- oder Packkammerwagens. Seit Anfang 1951 waren die Weber-Behälter hauptsächlich bei der Rhein-Ruhr-Verkraftung eingesetzt.
Von Mitte 1951 an wurden Behälter des Systems Weber auch mit der Eisenbahn befördert, und zwar auf der Strecke Köln—Stuttgart offen auf Rungenwagen. Auf einen Rungenwagen passten in drei Reihen je sechs Behälter, also insgesamt 18 Stück.
Der Behälter nach dem System Weber hat sich – außer bei der Beförderung von Ort zu Ort – im Stadtgebietsverkehr zur Beförderung von Paketen und Päckchen bewährt. Er ersparte ein mehrmaliges Umarbeiten und Verteilen der einzelnen Sendungen. Sein Verwendungsgebiet war dabei nicht auf den Verkehr zwischen den Postanstalten oder zwischen Postanstalt und Verladebahnhof beschränkt, sondern er konnte auch für die Beförderung vom Großeinlieferer zum Postamt und Bahnhof verwendet werden.
Für die Entwicklung und Beschaffung geeigneter Behälter war das Posttechnische Zentralamt eingesetzt.